# Sarymsakty
I monti Sarymsakty (in kazako Сарымсақты жотасы?; in russo хребет Сарымсакты?) sono una catena montuosa dei monti Altaj occidentali che si trova in Kazakistan. Sono situati nel distretto di Qatonqaraǧaj della Regione del Kazakistan Orientale.

## Geografia
La catena montuosa è delimitata a nord dalla valle del fiume Buchtarma, a sud dal fiume Kurčum e dalla cresta dei monti Kurčumskij. A est confina con la dorsale Tarbagataj, a sud-est con gli Altaj meridionali. 
La lunghezza totale della catena è di circa 60 km. L'altitudine massima è quella del monte Búrkitaýyl (Бүркітауыл, 3 373 m).
Il pendio settentrionale della catena è ripido, quello meridionale più dolce, coperto di prati arbustivi di steppa che si trasformano in prati subalpini e alpini, e tundra di montagna.
Le montagne sono composte da roccia effusiva, tufo, argilla, scisti, arenaria e granito.